# Pius Dorn
Pius Dorn (Freiburg im Breisgau, 1996. szeptember 24. –) német labdarúgó, a svájci Luzern középpályása és csapatkapitánya.

## Pályafutása
Dorn a németországi Freiburg im Breisgau városában született. Az ifjúsági pályafutását az SC Kappel csapatában kezdte, majd 2008-ban a Freiburg akadémiájánál folytatta.
2015-ben mutatkozott be a Freiburg tartalékcsapatában. 2017-ben az osztrák Austria Lustenau szerződtette. Először a 2017. augusztus 4-ei, Wiener Neustadt ellen 3–2-re elvesztett mérkőzésen lépett pályára. Első gólját 2017. szeptember 8-án, a Hartberg ellen 2–1-es vereséggel zárult találkozón szerezte meg. 2019 és 2022 között a Vaduz és a Thun csapatát erősítette.
2022. július 1-jén kétéves szerződést kötött a svájci első osztályban érdekelt Luzern együttesével. 2022. július 23-án, a Zürich ellen 0–0-ás döntetlennel zárult bajnokin debütált. 2022. augusztus 7-én, a Lugano ellen idegenben 2–1-re megnyert mérkőzésen megszerezte első gólját a klub színeiben.

## Statisztikák
2024. augusztus 11. szerint
| Klub             | Szezon   | Osztály                | Bajnokság | Bajnokság | Kupa és Ligakupa | Kupa és Ligakupa | Nemzetközi | Nemzetközi | Összesen | Összesen |
| Klub             | Szezon   | Osztály                | Meccs     | Gól       | Meccs            | Gól              | Meccs      | Gól        | Meccs    | Gól      |
| ---------------- | -------- | ---------------------- | --------- | --------- | ---------------- | ---------------- | ---------- | ---------- | -------- | -------- |
| Austria Lustenau | 2017–18  | 2. Liga                | 30        | 1         | 0                | 0                | —          | —          | 30       | 1        |
| Austria Lustenau | 2018–19  | 2. Liga                | 28        | 0         | 3                | 0                | —          | —          | 31       | 0        |
| Vaduz            | 2019–20  | Swiss Challenge League | 34        | 4         | 0                | 0                | 4          | 0          | 38       | 4        |
| Vaduz            | 2020–21  | Swiss Super League     | 35        | 2         | 0                | 0                | 1          | 0          | 36       | 2        |
| Thun             | 2021–22  | Swiss Challenge League | 35        | 2         | 3                | 1                | —          | —          | 38       | 3        |
| Luzern           | 2022–23  | Swiss Super League     | 34        | 4         | 3                | 1                | —          | —          | 37       | 5        |
| Luzern           | 2023–24  | Swiss Super League     | 34        | 4         | 2                | 0                | 4          | 0          | 40       | 4        |
| Luzern           | 2024–25  | Swiss Super League     | 4         | 1         | 0                | 0                | —          | —          | 4        | 1        |
| Összesen         | Összesen | Összesen               | 234       | 18        | 11               | 2                | 9          | 0          | 254      | 20       |

## Sikerei, díjai
Vaduz
- Swiss Challenge League
  - Feljutó (1): 2019–20